# 바이애슬론 월드컵

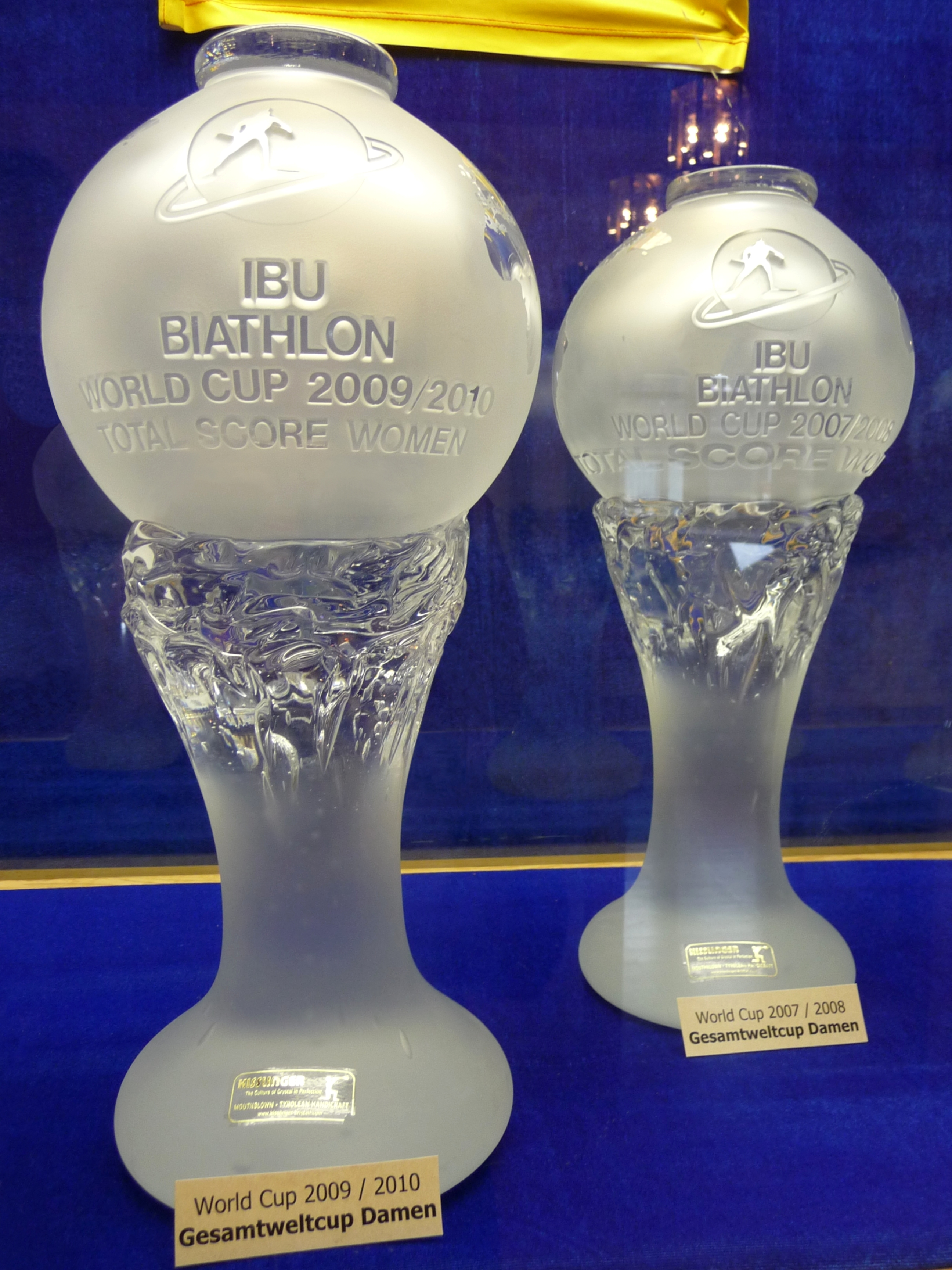
2009/2010 및 2007/2008 시즌의 전체 크리스탈 글로브.

바이애슬론 월드컵(Biathlon World Cup)은 최고 수준의 바이애슬론 시즌 대회 시리즈이다. 남자 대회는 1977~78년, 여자 대회는 1982~83년 겨울부터 개최됐다. 1986-87 시즌까지의 여자 시즌은 유러피언컵(European Cup)으로 불렸지만 참가가 유럽인들에게만 국한되지는 않았다.

## 같이 보기
- 세계 바이애슬론 선수권 대회
- 올림픽 바이애슬론 메달리스트 목록